# Campeonato Mundial de Ciclismo
El Campeonato Mundial de Ciclismo de la UCI es el evento del campeonato mundial de deportes ciclistas, organizado por su organismo rector, la Unión Ciclista Internacional (UCI). Reúne las disciplinas ciclistas individuales, que anteriormente tenían eventos de Campeonatos Mundiales UCI separados, y que se llevarán a cabo como parte de un solo evento. La edición inaugural se llevó a cabo en 2023 y se realiza cada cuatro años en el año anterior a los Juegos Olímpicos.

## Campeonatos y lugares
La edición inaugural se celebró entre el 3 y el 13 de agosto de 2023 en toda Escocia, principalmente en Glasgow.
Albergará 13 campeonatos mundiales UCI individuales y será el evento ciclista más grande de la historia. Incluyó los siguientes eventos:
- Campeonato Mundial de Ciclismo en Ruta
- Campeonato Mundial de Paraciclismo en Ruta
- Campeonato Mundial de Ciclismo en Pista
- Campeonato Mundial de Paraciclismo en Pista
- Campeonato Mundial de Ciclismo BMX
- Campeonato Mundial de Ciclismo BMX Freestyle Park
- Campeonato Mundial de Ciclismo BMX Freestyle Flatland
- Campeonato Mundial de Ciclismo de Montaña
- Campeonato Mundial de Ciclismo de Montaña Marathon
- Campeonato Mundial de Trials
- Campeonato Mundial de Gran Fondo
- Campeonato Mundial de Ciclismo Indoor

La edición de 2027 se llevará a cabo Alta Saboya, Francia. Incluirá 19 disciplinas: todas las que se presentarán en 2023, así como eventos mundiales de tierra y juveniles.